# Đại học Công nghệ Śląska

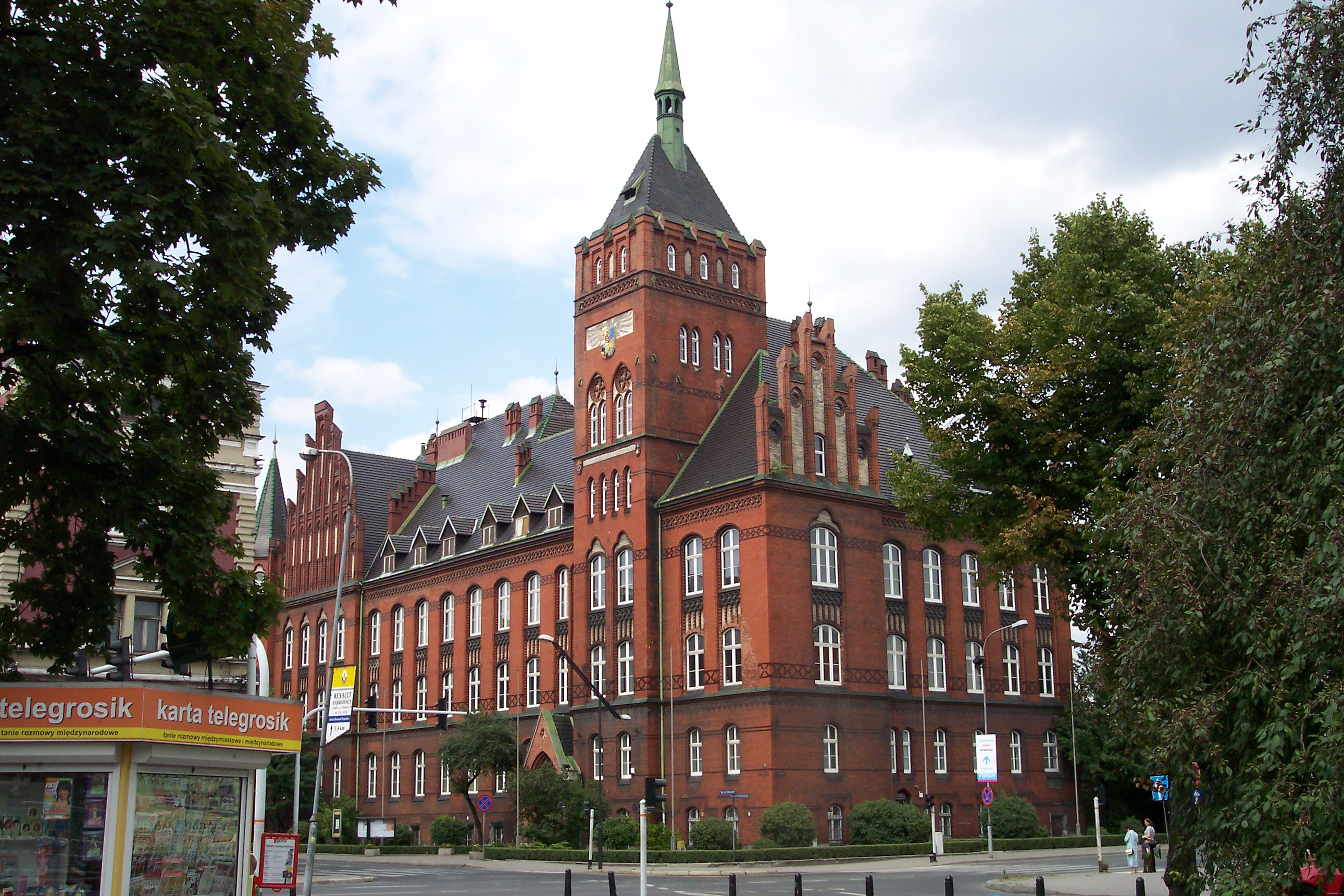
Khoa hóa học tại Gliwice

Đại học Công nghệ Silesian (tên tiếng Ba Lan: Politechnika ląska; phát âm tiếng Ba Lan: [pɔliˈtɛxɲika lɔ̃ska]) là một trường đại học nằm ở tỉnh Silesia của Ba Lan, với hầu hết các cơ sở ở thành phố Gliwice. Nó được thành lập vào năm 1945 bởi các giáo sư Ba Lan của Đại học Bách khoa Quốc gia Lviv, những người đã buộc phải rời khỏi thành phố quê hương của họ và chuyển đến Lãnh thổ phục hồi. Trường liên tục được xếp hạng trong số các trường đại học kỹ thuật uy tín nhất ở Ba Lan.
Đại học Công nghệ Silesian gồm 13 khoa, 1 trường cao đẳng và 1 viện nghiên cứu:
- Khoa kiến trúc,
- Khoa điều khiển tự động, Điện tử và Khoa học máy tính,
- Khoa Xây dựng,
- Khoa Hóa học,
- Khoa Kỹ thuật điện,
- Khoa Khai thác và Địa chất,
- Khoa Kỹ thuật Y sinh
- Khoa Kỹ thuật Vật liệu và Luyện kim,
- Khoa Kỹ thuật Năng lượng và Môi trường,
- Khoa Toán ứng dụng,
- Khoa Cơ khí,
- Khoa tổ chức và quản lý,
- Khoa giao thông vận tải,
- Đại học Khoa học Xã hội và Triết học nước ngoài,
- Viện Vật lý - Trung tâm Khoa học và Giáo dục

11 cơ sở trong số này nằm ở Gliwice, 2 ở Katowice và 2 ở Zabrze.
Trường đại học được liên kết với các tổ chức sau:
- Hiệp hội Đại học Châu Âu (EUA)
- Hiệp hội giáo dục kỹ thuật châu Âu (SEFI)
- Hiệp hội đổi mới cho giáo dục khởi nghiệp của chương trình Erasmus +
- Liên minh các trường đại học vì dân chủ (AUDEM)
- Chương trình di động xuyên châu Âu cho nghiên cứu đại học (TEMPUS)
- Chương trình Erasmus phát triển thành chương trình Socrates
- Chương trình Leonardo da Vinci
- Chương trình trao đổi Trung Âu cho nghiên cứu đại học (CEEPUS)
- Chỉ số Copernicus
- Hợp tác khoa học và công nghệ châu Âu (COST)
- Tổ chức liên chính phủ EUREKA